# Comuna Cerna, Vukovar-Srijem
Cerna este o comună în cantonul Vukovar-Srijem, Croația, având o populație de 4.595 de locuitori (2011).

## Demografie
Componența etnică a comunei Cerna
     Croați (98,96%)
     Necunoscut (0,02%)
     Neclasificat (0,85%)
Componența confesională a comunei Cerna
     Catolici (96,34%)
     Protestanți (1,28%)
     Necunoscută (0,89%)
     Alte religii (1,48%)
Conform recensământului din 2011, comuna Cerna avea 4.595 de locuitori. Din punct de vedere etnic, majoritatea locuitorilor (98,96%) erau croați. Apartenența etnică nu este cunoscută în cazul a 0,02% din locuitori. Din punct de vedere confesional, majoritatea locuitorilor (96,34%) erau catolici, cu o minoritate de protestanți (1,28%). Pentru 0,89% din locuitori nu este cunoscută apartenența confesională.